# Kurnool
Kurnool é uma cidade no Estado indiano de Andra Pradexe. Tem uma população de  267.739 habitantes (o aglomerado populacional tem 320.619) (censo de 2001). É a capital do distrito de Kurnool.

## Templos
- Sai Baba (perto do rio Tungabadra)
- Ganesh (perto de Ganesh Nagar)
- Satya Narayan (perto de Dev Nagar)
- Ayappaswami (perto de Ganesh Nagar)
- Vignana Mandhir
- Shivaramalayam
- Kota Anjaneya Swamy
- Nagareswaruni

## Clima
- Clima: Tropical
- Amplitude térmica
  - Verão: Max 44°C e Min 31°C
- Inverno: Max 32°C e Min 19°C

Precipitação: Sazonal
- Verão: Março - 6 de Junho
- Estação da chuvas: Junho - Setembro
- Inverno: Outubro - Fevereiro